# Kenny Ball
Kenny Ball, właśc. Kenneth Daniel Ball (ur. 22 maja 1930 w Ilford, zm. 7 marca 2013 w Basildon) – angielski trębacz i kierownik zespołu jazzowego.
Pierwszy raz wystąpił publicznie w 1952. Początkowo współpracował m.in. z Terrym Lighfootem, Alem Fairweatherem i Erikiem Dealaney. Później założył własny zespół pn. Jazzmen. W 1961 nagrał swój pierwszy przebój „Samantha”. W 1962 wydał wspólną płytę wraz z Chrisem Barberem i Ackerem Bilkiem. W 1968 towarzyszył Louisowi Armstrongowi podczas jego ostatniej europejskiej trasy koncertowej. W 1981 dał koncert na przyjęciu weselnym księżnej Diany i księcia Karola.
Najpopularniejsze nagrania: "Samantha", "Midnight in Moscow", "March of Siamese Children", "The Green Leaves of Summer", "Sukiyaki".

## Dyskografia
- Kenny Ball and his Jazzmen (1961)
- Gary on the Ball (1962)
- It’s Trad (1962)
- The Best of Ball, Barber and Bilk (1962)
- Jazz Band Ball (1964)
- The Sound of Kenny Ball (1968)
- King of The Swingers (1969)
- Golden Hour (1971)
- Way Down Yonder (1977)
- Cheers! (1979)
- Greenleeves (1986)
- Dixie (1989)
- Images (1990)